# Burián László
Burián László (Szenc, 1922. augusztus 19. – Párkány, 2014. április 22.) katolikus pap.

## Élete
Iskolai tanulmányait szülővárosában kezdte, majd a komáromi bencés gimnáziumban folytatta. Az esztergomi kisszemináriumban érettségizett, ahol a középiskola utolsó két évét végezte. Az esztergomi nagyszemináriumban készült a papi hivatásra, de 1945-ben Mindszenty József hercegprímás kérésére visszatért Csehszlovákiába és 1946-ban a pozsonyi Szent Márton székesegyházban szentelték pappá.
Előbb Nyitrakoroson szolgált, majd 1947-ben úgy határozott, hogy követi a csehországi kényszermunkára hurcolt magyar híveket, ahol egy éven át gondozta a híveket és misézett. A cseh hatóságok azonban hamarosan kiutasították. A kommunista fordulat után 1951-ben koholt vádak alapján 2 éves szabadságvesztésre ítélték, amelyet a lipótvári és az illavai börtönben töltött le. Szabadulását követően évekig nem végezhette lelkipásztori szolgálatát és fizikai munkásként dolgozott Lónyabányán, majd a pozsonyi Gumon gyárban.
Életének utolsó évtizedeiben Ebeden, Párkányban, Nánán és Kőhídgyarmaton is misézett.

## Művei
- Hiszek a szeretet végső győzelmében. Egy római katolikus pap, Burián László visszaemlékezései alapján írta Csicsay Alajos; Lilium Aurum, Dunaszerdahely, 2002
- "Hiszek a szeretet végső győzelmében"; sajtó alá rend. Csicsay Alajos; Lilium Aurum, Dunaszerdahely, 2012

## Elismerései
- 2000 Pro probitate
- 2005 Esterházy Emlékérem
- 2006 Magyar Köztársasági Aranyérdemkereszt
- 2011 Václav Benda-díj
- 2014 Szent István-díj
- Karva község díszpolgára